# Kallichore
Kallichore (Jowisz XLIV) – mały zewnętrzny księżyc Jowisza, odkryty 6 lutego 2003 roku przez grupę astronomów z Uniwersytetu Hawajskiego, kierowaną przez Scotta Shepparda.
30 marca 2005 roku Międzynarodowa Unia Astronomiczna nadała mu oficjalną nazwę. Nazwa księżyca pochodzi od Kallirroe, nimfy, córki Okeanosa w mitologii greckiej.

## Charakterystyka fizyczna
Kallichore jest jednym z najmniejszych księżyców Jowisza, jego średnicę ocenia się na około 2 km. Średnia gęstość tego ciała ma wartość ok. 2,6 g/cm3, a składa się przeważnie z krzemianów. Powierzchnia Kallichore jest bardzo ciemna – jego albedo wynosi zaledwie 0,04. Z Ziemi można go zaobserwować jako obiekt o jasności wizualnej co najwyżej 23,7 magnitudo.
Kallichore obiega Jowisza ruchem wstecznym, czyli w kierunku przeciwnym do obrotu planety wokół własnej osi. Księżyc ten należy do grupy Karme.